# Beverley Knight
Beverley Anne Smith  (Wolverhampton (Engeland), 22 maart 1973), beter bekend onder haar artiestennaam Beverley Knight, is een Brits soulzangeres. Haar muziek wordt beïnvloed door grootheden als Sam Cooke en Aretha Franklin. Knight staat onder contract bij het Britse label Parlophone en heeft zeven studioalbums uitgebracht. Beverly Knight is vooral in Engeland populair; ze wordt gezien als een van 'Britain's greatest soul singers'. Haar meest herkenbare hits zijn Shoulda Woulda Coulda (dat in de Nederlandse Single Top 100 de 81e plaats haalde), Greatest Day en Come As You Are.
Begin 2007 ontving de zangeres uit handen van Koningin Elizabeth II een MBE (Order of the British Empire) voor haar bijdrage aan de Britse muziek.

## Biografie

### De jaren 90
Knights zwaar godsdienstige Jamaicaanse ouders keurden popmuziek af, maar ze groeide wel op met gospelmuziek. Als kind sloot ze zich aan bij het plaatselijke kerkkoor. Toen haar carrière gestalte begon te krijgen, nam zij de artiestennaam Knight aan.
In 1994 tekende de toen nog onbekende Beverley een contract bij Dome Records. Ze schreef tientallen songs waarvan een selectie op haar in 1995 verschenen debuutalbum The B-Funk belandde. Hoewel het album nog steeds wordt gezien als een van de beste soulplaten van Engeland, werd het een grote flop. De uitgebrachte singles scoorden slecht in de hitlijsten en toen Knight in conflict raakte met het label, besloot ze om op te stappen.
In 1997 tekende ze een contract bij Parlophone voor meerdere albums. In 1998 verscheen haar tweede plaat Prodigal Sista die een succes werd in eigen land. Het nummer Greatest Day was de grootste hit die van dit album afkwam. Prodigal Sista behaalde uiteindelijk de status van goud in Engeland.

### De jaren 00
In 2001 werkte Knight aan haar derde album met diverse producers als James Poyser (Lauryn Hill, Mariah Carey, Jill Scott, Erykah Badu), Derrick Joshua & Derrick Martin, D’Influence, Mike Spencer en Colin Emmanuel. De plaat verscheen begin 2002 onder de titel Who I Am en bracht de successingles Get Up! en Shoulda Woulda Coulda voort.
Na een succesvolle tournee in Engeland keerde Knight in de zomer van 2003 terug naar de studio voor een nieuw album. Met deze plaat wilde ze een nog breder publiek bereiken. Om de kansen daarop te vergroten begon de zangeres een samenwerking met Guy Chambers, de man achter veel hits van Robbie Williams. Medio 2004 verscheen de cd onder de naam Affirmation'. De singles Come As You Are, Not Too Late For Love en Keep This Fire Burning zorgden ervoor dat het album de gouden status behaalde. Met dit album aan haar zijde ging Knight opnieuw op tournee door Engeland, een tour waarvan veel optredens waren uitverkocht.
Eind 2006 trad Beverley Knight op als support act tijdens de comebacktournee van Take That. Tevens dat jaar verscheen het verzamelalbum Voice - The Best of Beverley Knight, dat gevolgd werd door een succesvolle tournee. In 2007 verscheen haar album Music City Soul, dat werd opgenomen in het Amerikaanse Nashville en vooral soulmuziek brengt. De zangeres wilde zelf al heel lang een plaat als deze opnemen: tracks die niet overgeproduceerd moesten overkomen, een album dat kon weergeven hoe de soul in de jaren 60 klonk.
Knight heeft ook samengewerkt met de drum-'n-bass-producer Aphrodite; ze verleende gastbijdragen aan zijn albums Aftershock (2002) en Break In Reality (2007).
In 2009 verscheen 100%, naar eigen zeggen een "funky" en "upbeat" album met rock-invloeden.

### Recent
In 2011 bracht Beverley Knight Soul UK uit waarop ze nummers van Britse soulartiesten coverde. Daarna was de zangeres in musicals te zien; zo speelde ze (de hoofdrol) in The Bodyguard, Cats en Memphis waaraan ze de inspiratie ontleende voor haar album Soulsville dat in juli 2016 verscheen en de Britse top 10 haalde. Op dit album stonden voornamelijk soulklassiekers en een duet met Jamie Cullum.
In 2017 speelde Knight de rol van peetmoeder in een toneelopvoering van Assepoester en deed ze mee aan een BBC Proms-concert waarin Britse sterren samen met Amerikaanse soulveteranen optraden. Knight zong vijf nummers waaronder het duet B-A-B-Y met William Bell.
Op 17 november 2017 bracht ze de cd Songs from the Stage uit als lid van de Leading Ladies; deze supergroep wordt gecompleteerd door de Britse zangeres Cassidy Janson en de Amerikaanse actrice Amber Riley, en covert musicalnummers.

## Discografie

### Singles
- "Flavour Of The Old School" - (maart 1995)
- "Down For The One" - (1995)
- "Flavour Of The Old School" (heruitgave, oktober 1995)
- "Moving On Up (On The Right Side)" - (1996)
- "Made It Back" (featuring Redman) - (1998)
- "Rewind (Find A Way)" - (1998)
- "Made It Back '99" - (1999)
- "Greatest Day" - (1999)
- "Sista Sista" - (1999)
- "Get Up" - (2001)
- "Shoulda Woulda Coulda" - (2002)
- "Gold" - (2002)
- "Come As You Are" - (2004)
- "Not Too Late For Love" - (2004)
- "Do They Know It's Christmas?" (onderdeel van Band Aid 20) - (2004)
- "No More" (Roni Size samen met Beverley Knight en Dynamite MC) - (2005)
- "Keep This Fire Burning" - (2005)
- "Piece Of My Heart" - (2006)
- "No Man's Land" - (2007)
- "After You" - (2007)
- "The Queen Of Starting Over" - (2007)
- "Running Free" (Ali Campbell met Beverley Knight) - (2008)
- "Beautiful Night" - (2009)
- "In Your Shoes" - (2009)
- "Soul Survivor" - (2010)
- "Mama Used To Say" - (2011)
- "Cuddly Toy" - (2011)
- "One More Try" - (2011)
- "Always And Forever" - (2012)

### Albums
- The B-Funk - (1995)
- Prodigal Sista - (1998)
- Who I Am - (2002)
- Affirmation - (2004)
- Voice - The Best Of Beverley Knight - (2006)
- Music City Soul - (2007)
- 100% - (2009)
- Soul UK - (2011)